# Wydział Inżynierii Środowiska i Inżynierii Mechanicznej Uniwersytetu Przyrodniczego w Poznaniu
Wydział Inżynierii Środowiska i Inżynierii Mechanicznej Uniwersytetu Przyrodniczego w Poznaniu – jeden z ośmiu wydziałów Uniwersytetu Przyrodniczego w Poznaniu. 

## Historia
Wydział powstał w roku 1970 jako Wydział Melioracji Wodnych. Pod obecną nazwą wydział funkcjonuje od 1 września 2020 roku, wskutek zarządzenia Rektora UPP. 

## Kierunki kształcenia
Dostępne kierunki:
- Ekoenergetyka (studia I i II stopnia)
- Gospodarka przestrzenna (studia I i II stopnia)
- Informatyka i inżynieria danych (studia I i II stopnia)
- Inżynieria hydrotechniczna (studia I stopnia)
- Inżynieria ochrony klimatu (studia I stopnia)
- Inżynieria rolnicza (studia I i II stopnia)
- Inżynieria środowiska (studia I i II stopnia)

## Władze Wydziału
W kadencji 2020–2024:
| Stanowisko | Imię i nazwisko                     |
| --- | ----------------------------------- |
| Dziekan | prof. dr hab. inż. Klaudia Borowiak |
| Prodziekan ds. nauki | dr hab. inż. Tomasz Kałuża          |
| Prodziekan ds. studiów (Kierunki: Gospodarka przestrzenna, Inżynieria hydrotechniczna, Inżynieria ochrony klimatu oraz Inżynieria środowiska) | dr hab. inż. Anna Szymczak-Graczyk  |
| Prodziekan ds. studiów (Kierunki: Ekoenergetyka, Informatyka i inżynieria danych oraz Inżynieria rolnicza)                                    | dr inż. Mirosław Czechlowski        |
| Prodziekan ds. studiów (Kierunki: Environmental engineering and protection oraz Geoinformation and spatial management)                        | dr hab. Rafał Stasik                |

## Struktura organizacyjna
| Katedra                                                                 | Kierownik                            |
| ----------------------------------------------------------------------- | ------------------------------------ |
| Katedra Budownictwa i Geoinżynierii                                     | dr hab. inż. Ireneusz Laks           |
| Katedra Ekologii i Ochrony Środowiska                                   | dr hab. inż. Ryszard Staniszewski    |
| Katedra Gleboznawstwa, Rekultywacji i Geodezji                          | prof. dr hab. inż. Jolanta Komisarek |
| Katedra Inżynierii Biosystemów                                          | dr hab. inż. Maciej Zaborowicz       |
| Katedra Inżynierii Wodnej i Sanitarnej                                  | dr hab. inż. Tomasz Kałuża           |
| Katedra Melioracji, Kształtowania Środowiska i Gospodarki Przestrzennej | dr hab. inż. Jolanta Kanclerz        |